# Ma Li (football)
Dans ce nom chinois, le nom de famille, Ma, précède le nom personnel.
Pour les articles homonymes, voir Ma.
Ma Li, née le 3 mars 1969, est une footballeuse chinoise. Elle évolue au poste de défenseur.

## Biographie
Ma Li dispute avec l'équipe de Chine la Coupe du monde féminine 1991. Elle inscrit de la tête le premier but de l'histoire de la compétition, le 16 novembre 1991 au stade Tianhe de Canton, contre la Norvège. Elle dispute quatre matchs dans cette compétition, lors de laquelle les chinoises sont éliminées au stade des quarts de finale.